# Обет рыцарей Дельты
«Обет рыцарей Дельты» (англ. Quest Of The Delta Knights) — приключенческий фантастический кинофильм, показанный в сентябре 1998 года как эпизод «Таинственный театр 3000 года».

## Сюжет
Действие происходит в XV веке, когда мальчика Тревора продают в рабство незнакомцу Рэйдору, который делает его своим учеником. Со временем Рэйдор понимает, что его ученик и есть тот самый мальчик из одного секретного пророчества. Тогда он открывает Тревору свою тайну, представляясь рыцарем Дельты, членом секретной организации, призванной помогать человечеству. Обученный Рэйдором, Тревор со временем также становится рыцарем Дельты и решает выполнить задание ордена — найти сокровища Архимеда. Преследуемый злым лордом Вультаром, он вместе с друзьями отправляется в путь.

## В ролях
- Корбин Олред — Тревор
- Дэвид Уорнер — Вультар
- Оливия Хасси — Маннерджей
- Дэвид Кригел — Леонардо
- Бриджид Брэнно — Тена
- Сара Дуглас — Мадам Майден
- Ричард Кайд — Вамтдул

## Анахронизмы
События происходят в средневековой Англии, однако в фильме присутствуют несвойственный периоду предметы и явления. Например, приспешники Вультара носят стереотипные головные уборы викингов. Бейдул утверждает, что они живут в Тёмные века, но при этом пользуется огнестрельным оружием. Леонардо да Винчи эпохи итальянского Возрождения также появляется в сюжете и помогает в поисках сокровищ Архимеда, жившего в древних Сиракузах и не бывавшего в Англии. Показанный документ Архимеда явно скреплён скобами.